# Pfaffia argyrea
Pfaffia argyrea är en amarantväxtart som beskrevs av Troels Myndel Pedersen. Pfaffia argyrea ingår i släktet Pfaffia och familjen amarantväxter. Inga underarter finns listade i Catalogue of Life.